# Coroa Vermelha
Coroa Vermelha är en ö i Brasilien.   Den ligger i delstaten Bahia, i den sydöstra delen av landet, 1 000 km öster om huvudstaden Brasília.